# 津軽信枚
津軽 信枚（つがる のぶひら）は、安土桃山時代から江戸時代前期にかけての大名。信牧（のぶひら）とも。陸奥国弘前藩2代藩主。官位は従五位下・越中守。

## 生涯

### 出生・少年期
天正14年（1586年）、陸奥津軽地方の戦国大名・津軽為信の三男として誕生。母は側室の栄源院（白鳥長久の娘、白取伊右衛門の妹とも）。
慶長元年（1596年）、父の命により兄の信建・信堅と共にキリシタンとなった。

### 関ヶ原の戦い
慶長5年（1600年）、関ヶ原の戦いが起こると、津軽氏は父・為信が徳川家康方に、兄・信建が石田三成方についたともいわれている（これは親子兄弟が分かれて東西陣営両天秤にかけたともいわれている）。信枚の動向については、ある関ヶ原合戦図の東軍家康本陣には「卍」の旗が描かれており、これが信枚が家康本陣に詰めていたとする一史料とされている。また、戦後数々の親石田・西軍方的な動きなどが不問となり、父や兄を差し置いて、信枚一人だけが論功叙任されていること、僅かながらも上野国大館に加増2000石を受けており、前述の説が真実味を増す。
慶長12年（1607年）、兄や父の相次ぐ死により家督を相続した。家督相続のお礼言上に江戸へ伺候した際、天海に弟子入りする。天台宗に帰依改宗して教義を学び、藩内に天台宗寺院を建立して天海の高弟を迎え、布教に尽力した。津軽藩の江戸藩邸は、天海のいる上野寛永寺そばに設けられ、後に津軽家の菩提寺津梁院となる。

### 徳川家との接近
ところが慶長13年（1608年）、兄・信建の遺児・熊千代（大熊）を擁する家中一派との、家督を巡る争いが起こる。一時、津軽氏は取り潰しの危機にさらされたが、信枚は江戸幕府に対して親睦策を取り、幕府人脈および幕閣の対立を背景にしてこの争いに勝利し、改易の危機を免れたという。その後、津軽建広ら熊千代派閥の粛清を行った（津軽騒動）。
慶長14年（1609年）には先代より整備が始まっていた鷹岡城（のち弘前城と城名が変わる）築城の正式許可が下りる。これを受け、5万石に満たない大名としては破格の五層の大天守をも持つ城郭を、着工から1年2か月という早さで慶長16年（1611年）構築し、城下に現在の弘前市に繋がる城下町を整備した。これは、幕府は北辺警備の都合も考慮して大城郭築城を許可したともいわれている。
また天海の推挽により、慶長18年（1613年）に下総関宿藩主・松平忠良の妹であり、徳川家康の養女・満天姫（再嫁。前夫は福島正之）を妻に迎えたことも、江戸幕府体制下での津軽氏の地位を固めた。信枚には辰姫を正室としていたが、満天姫を迎えるにあたり正室から側室に降格させている。この辰姫は豊臣秀吉正室の高台院の養女という身分であったが、実父は石田三成であり、幕府を憚った措置であるとも、幕府側から津軽家の態度を試す措置であったとも受け取れる。その後、上野国の飛び領地に住んだ辰姫は大舘御前と称され、信枚は参勤交代の度に訪ね、2人の仲は変わらず睦まじかったと伝わっている。元和5年（1619年）に辰姫は信枚の長男・信義を生み、元和6年（1620年）には満天姫も男児（信英）を生んだといわれている。
慶長19年（1614年）、大坂冬の陣に徳川方として兵を率いて参陣したが、家康は信枚に江戸勤番を命じた。後に弘前藩が編纂した『津軽一統志』では「津軽は北狄の圧（おさえ）（略）要服の地たるにより（略）在国を憑（たの）むところなり、早速帰国に及ぶべし」と帰国を命じられたことにされている。

### 転封騒動
元和2年（1616年）、家康が死去し、家康を祀る日光東照宮が翌年建立されると、津軽家からも東照宮勧請願いが出され、これが徳川御三家や親藩を差し置いて許可される。これには幕府に影響力のあった天海の強い意向があったと伝わる。
ところが、元和5年（1619年）6月、幕府は安芸国広島藩主・福島正則に津軽4万5000石への転封と蟄居を、津軽家には信濃国川中島藩10万石への転封を命じる内示を出した。津軽よりも中央（江戸）に近い土地への転封、石高も増えているため一見栄転に見えるが、見かけの石高ではない実収入、移転にかかる諸費用、父祖の地を離れることなどを考えると、決して割のいい話ではなかった。これに対し、信枚は移転費用捻出のため佐竹義宣より借財し、家中の準備をさせる旨を家臣に通達している。また領内から転封の際は同行したい旨の嘆願が届いているなど、かなり現実的に実現手前まで進行していたことが窺える。しかし、内示から1か月も経たないうちに、津軽家の移封は取り消しされた。これは一般には、信枚や家臣団、満天姫らの運動により中止となったとされているが、天海からも中止へのかなりの働きかけがあったと推測される。この移転話が持ち上がった背景は諸説あるが、関ヶ原の戦いでの家中二分策に対する咎とも、いまだ豊臣家に温情的な津軽家中に対する咎とも、幕閣の派閥争いの飛び火ともされている。最終的に福島正則が直接、信濃高井野藩4万5000石に減封移封された。

### 晩年
元和年代、江戸の上野には信枚、藤堂高虎、堀直寄らの屋敷があった。津軽家の『常福寺御由緒略記』によると、「上野は御家（津軽家）、並びに藤堂家、堀家の屋敷と申し候ところ、徳川家にて、御廟地と成され候節、替地を以って、御取上げと相成候ところ、御家の寺院、津梁院、藤堂家の寒松院、堀家の凌雲院は格別に対遇なさるる趣、」とある。寛永2年（1625年）に天海の発意で寛永寺が草創され、津梁院は塔頭として現代まで存続し、以降津軽家の墓所となる。
寛永4年（1627年）9月、鷹岡城の天守が落雷で炎上し、内部の火薬に引火して大爆発を起こして、天守、本丸御殿、諸櫓を焼失した。この事件は、信枚の伯母（為信の正室・阿保良の姉）が為信のために失意のうちに病死した祟りと当時信じられた。そのため、それまで「鷹岡（高岡）」と呼ばれていた藩都を翌寛永5年（1628年）8月、天海が天台密教での破邪の法から名付けた「弘前」と改めた。これ以降、藩名も弘前藩と呼ばれるようになった。弘前の街造りだけではなく、領内の開発を行い、寛永元年（1624年）には陸奥湾の奥に青森港の港湾施設および街を構築し、蝦夷から上方、江戸との交易ルートを整備した（この青森港が現在の青森県庁所在地である青森市となった）。その他領内の新田開発、農地整備、新規人材登用も積極的に行い、弘前藩の基礎を整えた。
寛永8年（1631年）1月14日、江戸藩邸にて死去した。享年48。

## 系譜
子女は9男4女と伝わる
- 父：津軽為信
- 母：栄源院、白鳥長久の娘 - 側室
- 正室：満天姫（1589年? - 1638年）、葉縦院、徳川家康の養女 - 松平康元の娘
  - 次男：津軽信英（1620年 - 1662年）
- 側室：辰姫（1592年 - 1623年）、辰子、大舘御前、荘厳院、高台院の養女 - 石田三成三女
  - 長男：津軽信義（1619年 - 1655年）
- 生母不明の子女
  - 三男：津軽信隆（1620年 - 1659年）
  - 四男：佐田信光
  - 五男：津軽為盛（? - 1648年?）
  - 七男：大道寺為久（1625年 - 1674年） - 大道寺直英の婿養子
  - 九男：津軽為節
  - 男子：乾安俊 - 乾安儔の養子
  - 長女：富 - 乳井建定室
  - 次女：梅 - 兼平信孝室
  - 女子：子々 - 杉山吉成継室
  - 女子：松 - 富岡武兵衛室
  - 女子：古故 - 森岡信安室
- 養子
  - 男子：大道寺直秀（1606年 - 1636年） - 福島正之の子

家康養女である満天姫との子・信英（次男）など10人近い男子に恵まれたが、跡を継いだのは辰姫の子、つまりは石田三成の孫である長男の信義であった。